# بيدروسا
جزيرة بيدروسا (بالإسبانية: Isla de Pedrosa) جزيرة إسبانية تقع في بحر كانتابريا، هي تابعة لمنطقة كانتابريا شمال إسبانيا.
تبلغ مساحة جزيرة بيدروسا 0,104 كم².